# Kumu
A Kumu Észak-Európa egyik legnagyobb képzőművészeti múzeuma, amely az észtországi Tallinnban működik. Elnevezése kettős értelmű: egyrészt betűszó, amely az intézmény észt nyelvű elnevezéséből származik (kunstimuuseum, magyarul: művészeti múzeum), másrészt mendemondát, szenzációt jelent észtül. Tallinn Kadriorg városrészében, a Kadriorgi palota és az észt elnöki hivatal közelében található. A Kumu az Észt Művészeti Múzeum öt kiállítóhelyének egyike, a Kumuban található a múzeum központi irodája is.

## A múzeum
A múzeum megtervezésére nemzetközi pályázatot írtak, amelyre 1993-1994-ben lehetett jelentkezni. A tíz országból beadott 233 pályamű közül kiválasztott győztes tervet a finn építész, Pekka Vapaavuori jegyezte. Az építkezés 2002-ben kezdődött a Lasnamäe-hegyen. A Kumu-t 2006. február 17-én nyitották meg, 2008-ban elnyerte a legjobb európai múzeum díját.
A kiállítások mellett tartanak vetítéseket a 250 személyes auditóriumban, előadásokat, koncerteket, szemináriumokat és konferenciákat, valamint oktatás is folyik az intézményben.
Az épület hétemeletes, közülük kettő a föld alatt van. A 23 ezer 910 négyzetméteres múzeum középpontjában egy hét emelet magas átrium van. Az alsó két szinten nagyjából hatvanezer észt műtárgyat őriznek.
A harmadik emeleten, A kincstárban a korai 18. századtól a második világháborúig, a negyediken, amelynek tárlata a Nehéz választások nevet viseli, a szovjet megszállás alatt készült észt képzőművészeti alkotások láthatók, köztük propagandaplakátok és Johannes Saal felkavaró alkotásai. Az ötödik emelet a kortárs képzőművészeté. Az állandó kiállítások mellett időszakos tárlatokat is rendeznek, évente átlagosan tíznél többet.